# Yelena Grósheva
Yelena Grósheva (o Elena Grosheva; Yaroslavl, República Socialista Federativa Soviética de Rusia, 12 de abril de 1979) es una gimnasta artística rusa, subcampeona olímpica en 1996 y subcampeona mundial en 1997 siempre en el concurso por equipos.

## Carrera deportiva
En el Mundial de Dortmund 1994 gana el bronce en el concurso por equipos, tras Rumania y Estados Unidos, siendo sus compañeras de equipo: Svetlana Khorkina, Dina Kochetkova, Elena Lebedeva, Oksana Fabrichnova, Evgenia Roschina y Natalia Ivanova.
En los JJ. OO. de Atlanta (Estados Unidos) de 1996 gana la plata por equipos, tras Estados Unidos y por delante de Rumania, y siendo sus compañeras de equipo: Yevgeniya Kuznetsova, Rozalia Galiyeva, Elena Dolgopolova, Svetlana Khorkina, Dina Kochetkova y Oksana Liapina.
En el Mundial de Lausana 1997 gana la plata por equipos, quedando tras Rumania y por delante de China, y siendo sus compañeras de equipo: Svetlana Khorkina, Yelena Produnova, Svetlana Bakhtina, Yevgeniya Kuznetsova y Elena Dolgopolova.